# Gibbsville
John O’Hara’s Gibbsville ist eine US-amerikanische Fernsehserie mit John Savage und Gig Young in den Hauptrollen. Sie  handelt von den Aktivitäten zweier Kleinstadt-Reporter im Pennsylvania der 1940er Jahre.

## Handlung
In den 1940er Jahren wird Jim Malloy während seines zweiten Studienjahres von der Yale-Universität verwiesen und kehrt in seine Heimatstadt Gibbsville zurück; dort lebt er wieder bei seinen Eltern. Jims Vater, Dr. Mike Malloy, ist der Arzt der Stadt.
Jim wird Nachwuchs-Reporter bei der städtischen Zeitung, dem Gibbsville Courier, deren Herausgeber Mr. Pell ist.
Sein Kollege ist der erfahrene Reporter Ray Whitehead, der seine journalistische Laufbahn einst beim Courier startete, Gibbsville jedoch verließ, um eine vielversprechende Korrespondenten-Karriere bei den renommierteren Zeitungen des Landes zu beginnen. Aufgrund von Alkoholproblemen geriet seine Karriere jedoch ins Stocken und er kehrte nach Gibbsville zurück – für einen Neuanfang beim Courier.

## Produktion
Die Geschichten und Charaktere des Films sowie der Fernsehserie basieren auf John O’Haras halb-autobiografischer Sammelung The Doctor’s Son and Other Stories (1935), über die Pandemie von 1918 und das Leben in der fiktiven Bergbaustadt Gibbsville in Pennsylvania, die eng an O’Haras Heimatort Pottsville angelehnt ist; ein Bezug zu dem Ort Gibbsville in Wisconsin besteht nicht.
Ausführender Produzent war David Gerber und die Musik zur in Einkanalton produzierten Fernsehserie steuerte der Filmmusik-Komponist Leonard Rosenman bei. Der Film und die Serie wurden von David Gerber Productions im Auftrag von Columbia Pictures Television produziert. Seit 2001 erfolgt der Vertrieb über Columbia TriStar Domestic Television und seit 2002 über Sony Pictures Television.

## Ausstrahlung

### Vereinigte Staaten
Am 12. April 1975 wurde der 90-minütige Fernsehfilm John O’Hara’s Gibbsville des Drehbuchautors Frank D. Gilroy auf NBC ausgestrahlt. Der Film sollte als Pilotfilm für die wöchentliche Ausstrahlung der gleichnamigen Fernsehserie dienen, deren Start sich jedoch mehrfach verzögerte.
Zunächst auf die Herbstsaison 1976 verschoben, feierte Gibbsville schließlich am 11. November 1976 Premiere – 17 Monate nach der Erstausstrahlung des Fernsehfilms. Die Serie erhielt den schwierigen 22-Uhr-Sendeplatz am Donnerstagabend, den sie nach Absetzung der Serie Gemini Man erhalten hatte. Nach der Ausstrahlung der sechsten Folge am 30. Dezember 1976 setzte NBC die Serie aufgrund schlechter Quoten ab; zu einer Ausstrahlung der verbliebenen acht einstündigen Folgen kam es nicht mehr.

### Europa
Im Vereinigten Königreich wurde die Serie im Jahr 1977 auf Independent Television (ITV) ausgestrahlt und in Teilen ab dem 31. Mai 1977 in den Niederlanden. In Italien erschien Gibbsville unter dem Titel Ragazzo di provincia (alternativ: Una piccola città). Eine Ausstrahlung im deutschsprachigen Raum oder eine Veröffentlichung auf DVD oder Blu-ray Disc erfolgte bislang nicht.

### Folgen
| Nr. | Titel                              | Erstausstrahlung USA | Regie            | Drehbuch                       |
| --- | ---------------------------------- | -------------------- | ---------------- | ------------------------------ |
| 1 | How Old, How Young                 | 11. Nov. 1976        | Harry Harris     | Jerrold L.Ludwig, Liam O’Brien |
| Jim will sich mit dem Interview eines berühmten Autors profilieren, während Ray beweisen will, dass er immer noch relevant ist und über eine Explosion berichtet. Gastrollen: Walter Pidgeon, Jane Wyatt, Jack Aranson, Kenneth Tobey, Frank Campanella, Roy Jenson und Arnold Soboloff |                                    |                      |                  |                                |
| 2 | Saturday Night                     | 18. Nov. 1976        | Harry Harris     | Jerrold L. Ludwig              |
| Jim und Ray machen Überstunden, als es zu einer Serie bewaffneter Raubüberfälle in Gibbsville kommt; zudem kehrt eine Jugendfreundin Jims in die Stadt zurück. |                                    |                      |                  |                                |
| 3 | Trapped                            | 9. Dez. 1976         | Alf Kjellin      | Richard Fielder                |
| Ein Bergarbeiter, der kurz vorher über die Gefahren seiner Arbeit berichtet hatte, wird bei einem Einsturz eingeschlossen. Die Geschichte wird landesweit bekannt und Jim und Ray erleben, wie weit manche Reporter für eine Schlagzeile gehen.                                         |                                    |                      |                  |                                |
| 4 | All the Young Girls                | 16. Dez. 1976        | Michael Mann     | -                              |
| Ein Boxkampf macht in Gibbsville Schlagzeilen, als Jim und Ray erfahren, dass der Kampf abgesprochen ist; außerdem geschieht ein Mord an einer Prostituierte. Jim findet heraus, dass der Vater seiner Freundin Alice in beide Ereignisse verwickelt ist.                               |                                    |                      |                  |                                |
| 5 | Andrea                             | 23. Dez. 1976        | Marc Daniels     | Edward Adler                   |
| Ray beginnt eine Beziehung mit Andrea Cooper, ignoriert aber, dass diese mit dem ehrgeizigen Richter Walter Culligan verlobt ist. Gastrolle: Joan Collins |                                    |                      |                  |                                |
| 6 | Afternoon Waltz                    | 30. Dez. 1976        | Alexander Singer | Larry Brody                    |
| Ray und Jim freunden sich mit John an, dem Erben eines kleinen Vermögens. Als dieser erfährt, dass er erblindet, sucht er Harriet auf, eine einsame Gesellschaftsdame, die ihn die schönen Dinge des Lebens lehrt.                                                                      |                                    |                      |                  |                                |
| 7 | Chautauqua, Chautauqua, Chautauqua | unausgestrahlt       | Don McDougall    | Anthony Lawrence               |
| 8 | Baby Sister                        | unausgestrahlt       | -                | Adrian Spies                   |
| 9 | A Case History                     | unausgestrahlt       | -                | Caryl Ledner                   |
| 10 | All I’ve Tried to Be               | unausgestrahlt       | -                | Paul Savage                    |
| Mr. Cameron, Herausgeber des „Gibbsville Courier“, beauftragt Ray und Jim, Gerüchten über finanzielle Probleme bei der Gibbsville Bank and Trust und der Gibbsville Foundry nachzugehen. Währenddessen hat Jims Vater, Dr. Michael Malloy, mit einem Erpresser zu tun.                  |                                    |                      |                  |                                |
| 11 | In the Silence                     | unausgestrahlt       | -                | Richard Fielder                |
| 12 | Manhood                            | unausgestrahlt       | -                | John T. Dugan                  |
| 13 | The Grand Gesture                  | unausgestrahlt       | -                | E. Arthur Kean                 |
| 14 | The Price of Everything            | unausgestrahlt       | -                | Jerrold L. Ludwig              |

## Fernsehfilm
Der von David Gerber Productions für Columbia Pictures Television produzierte Fernsehfilm The Turning Point of Jim Malloy gilt als Pilotfilm zur Serie und wurde am 12. April 1975 auf NBC erstmals ausgestrahlt. Alternativtitel des seit 2001 über Columbia TriStar Domestic Television und seit 2002 über Sony Pictures Television vertriebenen Films sind John O’Hara’s Gibbsville und Gibbsville: The Turning Point of Jim Malloy.